# 가업 승계
가업승계는 기업을 후계자에게 물려주는 일이다. 가업승계지원제도에서는 '기업이 동일성을 유지하면서 상속이나 증여를 통해 소유권, 경영권을 다음 세대로 무상으로 이전하는 것'으로 설명한다. 가업상속, 기업승계, 사업승계, 사업계승이라고도 한다. 상증법상 제도의 이름이 '가업상속공제'로 명명되어 국내에서는 '가업승계'라는 단어로 많이 쓰인다.
다만 '가업승계'는 승계하는 회사가 '가업'이 아닌 경우 해당기업의 승계를 포괄하지 못하는 측면이 있다.
기업승계는 후계자가 누구나에 따라 자녀승계, 제3자 승계, M&A로 구분된다. 자녀승계는 승계사장이 자신의 자녀에게 회사를 물려주는 것이다. 제3자는 자녀를 제외한 친족이나 임원, 직원, 주주 등에게 회사를 물려주는 것이다. M&A는 기업의 인수나 합병을 통해 매각, 폐업으로 승계하는 것을 말한다. 또한 기업승계의 과정은 크게 경영권승계와 지분승계로 나뉜다. 경영권 승계는 후계자에게 교육과 승진 등을 통해 경영실무 전반을 물려주는 것을 뜻한다. 지분승계는 후계사장이 기업내에서 법적으로도 실권을 행사할 수 있도록 회사 지분의 일정비율 이상을 물려주는 것이다.
대한민국 재벌가에서는 초고속 승진을 통해 그룹을 승계하는 사례들이 있다.
한편 중소기업의 가업승계를 지원하는 '가업상속공제' 제도 등이 있다.

## 같이 보기
- 상속세
- 증여세